# 離間計
離間計（りかんのけい）は、対象の仲を裂くことで状況を打破する戦術。
敵対する親子・兄弟・君臣・同盟といった関係の弱点を密かに突いたり、結びつく要因（人・物・利害）を悟られないように利用したりして心理戦を仕掛けることで、対象となる関係を内部から崩し、漁夫の利を得ようとするものである。
反間計と混同されることがあるが、それぞれ異なる計略である。古今東西で用いられる。

## 中国
- 小説『三国志演義』ではたびたび登場する計略である。
  - 後漢の司徒王允は美人計と併せることで、董卓と呂布を仲違いさせる（連環計）に成功、呂布を味方に引き入れ、董卓を討ち果たした。
  - 劉備と呂布がいる徐州の攻略を目論む曹操に、荀彧は両者の仲を裂く方法として「二虎競食の計」・「駆虎呑狼の計」を献策している。
  - 諸葛亮は征蜀の際、張魯のもとにいた馬超に李恢を派遣し、張魯との関係を絶たせた。また、南蛮平定の際には高定・雍闓・朱褒らに用いて仲を裂いた。さらに北伐に際して、魏の姜維と馬遵らに用いて、疑われた姜維を蜀軍に寝返らせた。
- 『三国志』において、賈詡は、馬超・韓遂の連合軍に苦戦する曹操に両者を仲違いさせることを進言し、馬超と韓遂を不和にさせ、連合軍を撃破することに成功した（潼関の戦い）。なお、『三国志演義』において馬超は先述の通り、諸葛亮による離間計にもかかっている。
- 呉の丁奉は、晋の石苞に偽りの手紙を送ることで、晋の武帝の信頼を失わせ失脚させた。
- 越の范蠡は、呉を支える伍子胥を亡き者にするため、彼の政敵であった伯嚭に賄賂工作で呉王夫差に讒言を吹きこませ、伍子胥を自害に追い込ませた。

## 朝鮮半島
- 新羅の金春秋は美室の配下であり夫でもある世宗と薛原の仲を引き裂くことに成功する。